# Sam Adekugbe
Sam Ayomide Adekugbe (Londen, 16 januari 1995) is een Canadese profvoetballer. In 2015 debuteerde hij voor het Canadees voetbalelftal.

## Clubcarrière
Adekugbe begon zijn seniorencarrière bij de Vancouver Whitecaps. In 2016 keerde hij terug naar zijn geboorteland om op huurbasis te spelen voor Brighton & Hove Albion. In 2017 speelde hij een half seizoen op huurbasis bij IFK Göteborg. In 2018 maakte hij een transfer naar het Noorse Vålerenga IF. In 2021 maakte hij een transfer naar het Turkse Hatayspor.
Na de verwoestende aardbeving op 6 februari 2023 trok zijn club Hatayspor zich uit de competitie voor dat seizoen, waarna Adekugbe het seizoen op huurbasis afmaakte bij Galatasaray. Hij werd de eerste Canadese speler voor de club.

## Interlandcarrière
Adekugbe kwam in aanmerking om uit te komen voor de nationale elftallen van Nigeria, Engeland en Canada. Adekugbe werd voor het eerst opgeroepen in september 2013, maar maakte zijn debuut op 12 november 2015 in een vriendschappelijke wedstrijd tegen zijn geboorteland Engeland.

## Erelijst
| Süper Lig | 1x | 2022/23 |

1 St. Clairr ·
2 Johnston ·
3 Adekugbe ·
4 Miller ·
5 Vitória ·
6 Piette ·
7 Eustaquio ·
8 Fraser ·
9 Cavallini ·
10 Hoilett ·
11 Buchanan ·
12 Ugbo ·
13 Hutchinson  ·
14 Kaye ·
15 Koné ·
16 Pantemis ·
17 Larin ·
18 Borjan ·
19 Davies ·
20 David ·
21 Osorio ·
22 Laryea ·
23 Millar ·
24 Wotherspoon ·
25 Cornelius ·
26 Waterman ·
Coach: Herdman